# 美郷町立北郷中学校
美郷町立北郷中学校（みさとちょうりつ きたごうちゅうがっこう）は、宮崎県東臼杵郡美郷町北郷宇納間にあった公立中学校。

## 沿革
- 1947年5月8日 - 北郷村立北郷中学校として開校。
- 2006年1月1日 - 美郷町の発足に伴い美郷町立北郷中学校に改称。
- 2014年4月1日  地域自治区である「北郷区」の設置期間が終了したため住所が美郷町北郷となる。
- 2015年4月に美郷町立北郷小学校、美郷町立黒木小学校、美郷町立北郷幼稚園と合併し美郷町立美郷北学園が誕生(幼小中一貫校)。このとき、中学校のテニスコートの場所に耐震上の問題から建て替えの議論の進められていた北郷幼稚園及び小学校の校舎を移設。移行期間中はグラウンドに組み立て式のテニスコートを設置、のちに北郷小学校跡地にテニスコートが作られた。
- 2021年
  - 3月 - 美郷町立北郷小学校と統合のため廃校
  - 4月 - 美郷町立北郷義務教育学校が開校[1]

## 概要
- 生徒数39名
- 学級数3個（通常学級）特別支援学級1つを含まない
- 職員数13名

（2013年10月19日現在）
- へき地1級校の認定を受けている。

## 学区
- 北郷全域
- 自転車通学可、学校までの距離による自転車通学の制限はない。

## 交通
- 宮崎交通バス宇納間線 北郷小学校前バス停より徒歩2分。

## 行事
- 運動会
- 学習発表会
- 修学旅行

## 生徒会活動・部活動など
- 男子ソフトテニス
- 女子ソフトテニス
- 女子バレーボール
- 陸上部

## 著名な関係者
- 廣島日出国